# Sevlievo
Sevlievo (bulgariska: Севлиево) är en ort i Bulgarien.   Den ligger i kommunen Obsjtina Sevlievo och regionen Gabrovo, i den centrala delen av landet, 150 km öster om huvudstaden Sofia. Sevlievo ligger 195 meter över havet och antalet invånare är 24 582.
Terrängen runt Sevlievo är kuperad åt nordost, men åt sydväst är den platt. Sevlievo ligger nere i en dal. Sevlievo är det största samhället i trakten.
Omgivningarna runt Sevlievo är en mosaik av jordbruksmark och naturlig växtlighet. Runt Sevlievo är det ganska glesbefolkat, med 43 invånare per kvadratkilometer.